# Pile ou Face (film, 2025)
Pour les articles homonymes, voir Pile ou face (homonymie).
Pour plus de détails, voir Fiche technique et Distribution.
Pile ou Face (Testa o croce) est un western humoristique américano-italien réalisé par Alessio Rigo de Righi et Matteo Zoppis sorti en 2025.
Le film est sélectionné dans la compétition officielle d'Un certain regard du Festival de Cannes 2025.

## Synopsis
Rosa, la jeune épouse d'un noble, tombe amoureuse de Santino, un buttero qui a gagné un concours de capture de veau au lasso contre le légendaire Buffalo Bill. Lorsque le mari de Rosa est retrouvé mort, la tête de Santino est mise à prix,.

## Fiche technique
- Titre français : Pile ou Face[3]
- Titre original italien : Testa o croce
- Titre anglais : Heads or Tails
- Réalisation : Alessio Rigo de Righi, Matteo Zoppis
- Scénario : Alessio Rigo de Righi, Matteo Zoppis, Carlo Salsa
- Photographie : Simone D'Arcangelo
- Montage : Andres P. Estrada
- Musique : Vittorio Giampietro
- Production : Tommaso Bertani, Alex C. Lo, Olivia Musini, Filippo Montalto
- Sociétés de production : Ring Film, Cinema Inutile, Cinemaundici (it), Andromeda Film, Rai Cinema
- Format : couleurs
- Pays de production :  Italie -  États-Unis
- Langue originale : italien
- Genre : western humoristique
- Durée : 116 minutes
- Dates de sortie :
  - France : 22 mai 2025 (Festival de Cannes 2025)

## Distribution
- Nadia Tereszkiewicz : Rosa
- Alessandro Borghi : Santino
- John C. Reilly : Buffalo Bill
- Peter Lanzani
- Mirko Artuso
- Gabriele Silli
- Gianni Garko

## Production
Le tournage a débuté dans le Latium et en Toscane fin 2024,. Il s'est achevé en décembre 2024.
Il s'agit du troisième long métrage du duo de réalisateurs Alessio Rigo de Righi et Matteo Zoppis après le documentaire Il solengo (2015) et La Légende du roi crabe (2021), également présenté à Cannes,.

## Exploitation
Rai Cinema détient les droits de vente internationaux du film. Le film sera projeté dans la section Un certain regard du Festival de Cannes 2025,.

## Distinctions

### Sélections
- Festival de Cannes 2025 : sélection à Un certain regard